# Desmond Bane
Desmond Michael Bane (Richmond, Indiana, 25 de junio de 1998) es un baloncestista estadounidense que pertenece a la plantilla de los Orlando Magic de la NBA. Con 1,96 metros de estatura, juega en la posición de base o escolta.

## Trayectoria deportiva

### Universidad

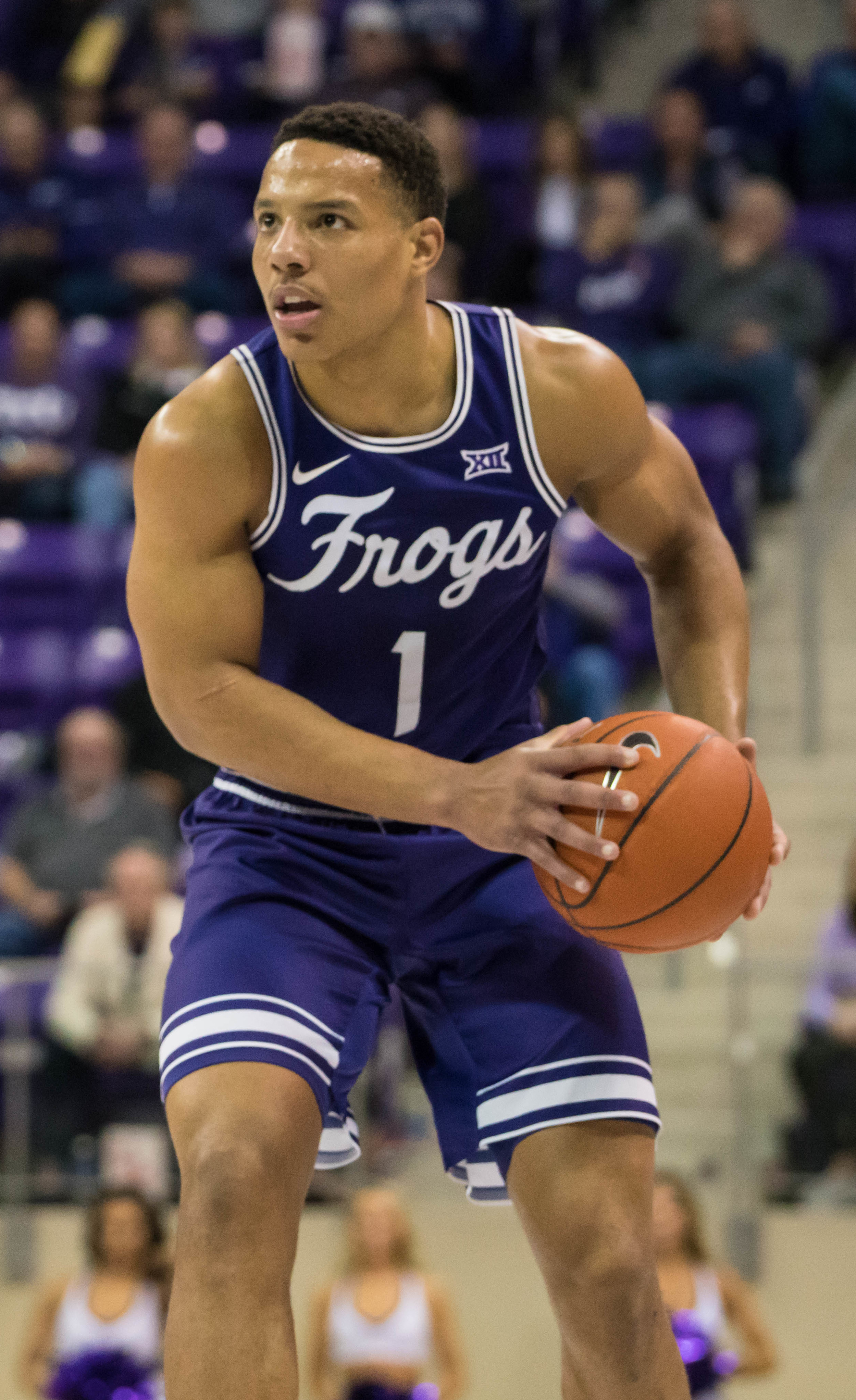
Desmond Bane con TCU en 2020.

Jugó cuatro temporadas con los Horned Frogs de la Universidad Cristiana de Texas, en las que promedió 12,7 puntos, 4,7 rebotes y 2,4 asistencias por partido. En 2019 fue incluido en el segundo mejor quinteto de la Big 12 Conference, mientras que en la temporada siguiente lo sería en el primero.

#### Estadísticas
| Año     | Equipo | PJ  | PT  | MPP  | %TC  | %3P  | %TL  | RPP | APP | ROB | TPP | PPP  |
| ------- | ------ | --- | --- | ---- | ---- | ---- | ---- | --- | --- | --- | --- | ---- |
| 2016–17 | TCU    | 39  | 13  | 20.7 | .515 | .380 | .768 | 2.9 | 1.0 | .3  | .2  | 7.1  |
| 2017–18 | TCU    | 33  | 32  | 30.5 | .539 | .461 | .780 | 4.1 | 2.5 | .9  | .2  | 12.5 |
| 2018–19 | TCU    | 37  | 37  | 35.5 | .502 | .425 | .867 | 5.7 | 2.4 | 1.1 | .5  | 15.2 |
| 2019–20 | TCU    | 32  | 32  | 36.0 | .452 | .442 | .789 | 6.3 | 3.9 | 1.5 | .5  | 16.6 |
| Total   | Total  | 141 | 114 | 30.3 | .495 | .433 | .804 | 4.7 | 2.4 | .9  | .4  | 12.7 |

### Profesional

#### Memphis Grizzlies (2020-2025)
Fue elegido en la trigésima posición del Draft de la NBA de 2020 por los Boston Celtics, pero posteriormente sus derechos fueron traspasados a los Memphis Grizzlies en un acuerdo a tres bandas en el que también estaban implicados los Portland Trail Blazers. Se convirtió en el primer jugador de TCU desde Kurt Thomas en 1995 en ser elegido en la primera ronda del draft. Al finalizar de su primera temporada, fue incluido en el segundo mejor quinteto de rookies y terminó con el mejor porcentaje de aciertos en tiros de tres, desde Stephen Curry.
Durante su segundo año, se convirtió en el sexto jugador de la historia en alcanzar los 200 triples con un porcentaje de acierto superior al 40% en sus 100 primeros partidos como profesional. El 27 de diciembre de 2021, anotó 32 puntos ante Phoenix Suns, incluidos 6 triples, siendo su récord personal.
El 2 de julio de 2023 firma una extensión de contrato con los Grizzlies por 5 años y $207 millones. Durante su cuarta temporada en Memphis, el 6 de diciembre de 2023, anota 49 puntos ante Detroit Pistons.
En su quinta temporada con los Grizzlies, el 17 de marzo de 2025, anota 44 puntos ante Sacramento Kings.

#### Orlando Magic (2025-presente)
El 15 de junio de 2025 fue traspasado a Orlando Magic en un acuerdo que envió a Kentavious Caldwell-Pope, Cole Anthony, cuatro selecciones de primera ronda del draft sin protección y un intercambio de selecciones de primera ronda.

## Estadísticas de su carrera en la NBA

### Temporada regular
| Año     | Equipo  | PJ  | PT  | MPP  | %TC  | %3P  | %TL  | RPP | APP | ROB | TPP | PPP  |
| ------- | ------- | --- | --- | ---- | ---- | ---- | ---- | --- | --- | --- | --- | ---- |
| 2020-21 | Memphis | 68  | 17  | 22.3 | .469 | .432 | .816 | 3.1 | 1.7 | .6  | .2  | 9.2  |
| 2021-22 | Memphis | 76  | 76  | 29.8 | .461 | .436 | .903 | 4.4 | 2.7 | 1.2 | .4  | 18.2 |
| 2022-23 | Memphis | 58  | 58  | 31.7 | .479 | .408 | .883 | 5.0 | 4.4 | 1.0 | .4  | 21.5 |
| 2023-24 | Memphis | 42  | 42  | 34.4 | .464 | .381 | .870 | 4.4 | 5.5 | 1.0 | .5  | 23.7 |
| 2024-25 | Memphis | 69  | 68  | 32.0 | .484 | .392 | .894 | 6.1 | 5.3 | 1.2 | .4  | 19.2 |
| Total   | Total   | 313 | 261 | 29.6 | .472 | .410 | .883 | 4.6 | 3.8 | 1.0 | .4  | 17.8 |

### Playoffs
| Año   | Equipo  | PJ | PT | MPP  | %TC  | %3P  | %TL  | RPP | APP | ROB | TPP | PPP  |
| ----- | ------- | -- | -- | ---- | ---- | ---- | ---- | --- | --- | --- | --- | ---- |
| 2021  | Memphis | 5  | 0  | 19.8 | .579 | .500 | —    | 3.4 | 2.0 | .8  | .4  | 5.6  |
| 2022  | Memphis | 12 | 12 | 35.7 | .478 | .489 | .857 | 3.8 | 2.2 | .9  | .8  | 18.8 |
| 2023  | Memphis | 6  | 6  | 38.6 | .422 | .320 | .931 | 6.0 | 3.2 | .5  | .0  | 23.5 |
| 2025  | Memphis | 4  | 4  | 34.8 | .317 | .219 | .933 | 6.8 | 3.3 | .8  | .5  | 15.3 |
| Total | Total   | 27 | 22 | 33.2 | .437 | .396 | .899 | 4.6 | 2.5 | .8  | .5  | 16.9 |

## Vida personal
Bane es católico devoto.